# Jurij Daniłow
Jurij (Gieorgij) Nikiforowicz Daniłow  (ros. Юрий Никифорович Данилов, ur. 1 sierpnia?/13 sierpnia 1866 w Kijowie, zm. 3 lutego 1937 w Paryżu) – rosyjski generał piechoty.
W armii rosyjskiej od 1879. Ukończył Kijowski Korpus Kadetów i Nikołajewską Szkołę Artylerii. Pełnił służbę w 27 Brygadzie Artylerii, w której był mianowany do stopnia oficerskiego w 1886. W 1892 ukończył Nikołajewską Akademię Sztabu Generalnego. Następnie służył w sztabie Kijowskiego Okręgu wojskowego – starszy adiutant sztabu, a od 1889 w Sztabie Głównym – w oddziale mobilizacji. Od stycznia 1904 szef oddziału Sztabu Głównego, a od czerwca 1905 szef oddziału Zarządu Głównego Sztabu Generalnego, od maja 1906 pomocnik starszego kwatermistrza Zarządu Głównego Sztabu Generalnego. Od 25 lipca 1909 kwatermistrz generalny Sztabu Generalnego. Jednocześnie w okresie od maja 1904 do listopada 1908 członek stały Komitetu ds. Twierdz, a od 22 grudnia 1910 przewodniczący Komisji ds. Twierdz w Sztabie Generalnym. Faktycznie kierował opracowaniem planów wojny z Austro-Węgrami i Niemcami. W 1913 mianowany generałem porucznikiem.

## I wojna światowa
W czasie mobilizacji przed I wojną światową 19 lipca 1914 wyznaczony na generalnego kwatermistrza sztabu Najwyższego Naczelnego Dowódcy. Prowadził całość spraw strategicznych i operacyjnych armii rosyjskiej ze względu na brak kompetencji gen. Nikołaja Januszkiewicza. We wrześniu 1914 nagrodzony krzyżem św. Jerzego 4 stopnia. 22 października 1914 mianowany generałem piechoty. Był organizatorem wszystkich operacji strategicznych prowadzonych przez armię rosyjska w l. 1914–1915. W końcu sierpnia 1915, kiedy gen. M. W. Aleksiejew został wyznaczony na szefa sztabu Najwyższego Naczelnego Dowódcy, gen. Daniłow został usunięty ze stanowiska głównego kwatermistrza. 30 sierpnia 1915 wyznaczony na stanowisko dowódcy 25 korpusu armijnego. Od 11 sierpnia 1916 szef sztabu Frontu Północnego. W kwietniu 1917 w czasie "demokratyzacji armii" wyznaczony na dowódcę 5 Armii. Próbował przeciwdziałać demoralizacji armii. Przed operacją czerwcowa 1917 Armia Denisowa (13, 14, 19, 27, 28 Korpusy Armijne i 1 Korpus Kawalerii) została skoncentrowana w rej. Dyneburga. Przed operacją przedstawił bezcelowość prowadzenia operacji na froncie jego Armii. 23 czerwca przeprowadził natarcie dwoma korpusami, które nie miało powodzenia. 9 września usunięty ze stanowiska i przeniesiony w podporządkowanie sztabu Piotrogrodzkiego Okręgu Wojskowego.
W 1918 wstąpił do Czerwonej Gwardii. W marcu 1918 wyznaczony na szefa grupy ekspertów delegacji sowieckiej na rozmowy pokojowe z  Państwami Centralnymi w Brześciu. Przeciwnik zawarcia pokoju z Niemcami. Po powrocie z Brześcia, 9 marca włączony w skład Komisji Specjalistów Wojskowych wypracowującej założenia planu organizacji organu dowodzenia nowej armii. Opracowany plan nie został przyjęty przez Radę Komisarzy Ludowych.
25 marca skierowany w stan spoczynku. Wyjechał na Ukrainę, gdzie znalazł się w rejonie działania Armii Ochotniczej (białej). Jesienią 1920 wyznaczony na szefa Zarządu Wojennego Sił Zbrojnych Południa Rosji. Później emigrował do Konstantynopola, potem do Paryża.
Autor prac: Rosja w wojnie światowej 1914–1915 (Paryż 1924); Wielki książę Mikołaj Mikołajewicz (Paryż 1930); Wojska rosyjskie na frontach: francuskim i macedońskim  1916–1918 (Paryż 1933), Na drodze do klęski (Moskwa 1992).